# Transmitere patogenă
În medicină, sănătate publică și biologie, transmiterea este procesul prin care un agent patogen ce provoacă o boală transmisibilă este transferat de la o gazdă infectată, fie individ sau grup, către un alt individ sau grup, indiferent dacă acesta a fost anterior infectat.
Termenul se referă în mod specific la transmiterea directă a microorganismelor de la un individ la altul prin unul sau mai multe dintre următoarele mecanisme:
- Transmitere aerogenă – particule foarte mici, uscate sau umede, care rămân suspendate în aer pentru perioade îndelungate, permițând contaminarea chiar și după plecarea gazdei, în absența contactului direct. Dimensiunea particulelor este mai mică de 5 μm.
- Transmitere prin picături – particule mici, de obicei umede, care rămân în aer pentru o perioadă scurtă și necesită, de regulă, proximitatea față de gazdă pentru a determina contaminarea. Dimensiunea particulelor este mai mare de 5 μm.
- Contact direct – atingerea unei persoane infectate, inclusiv prin contact sexual.
- Contact indirect – atingerea unei suprafețe sau a unui obiect contaminat, denumit fomit (un obiect inanimat care poate transmite agenți patogeni), inclusiv solul contaminat.
- Transmitere fecal-orală – de obicei cauzată de igienă deficitară, prin mâini murdare, alimente sau surse de apă contaminate. Aceasta este o cale frecventă de transmitere în pediatrie, medicina veterinară și în țările în curs de dezvoltare.
- Transmitere prin sânge sau produse din sânge – prin utilizarea de ace hipodermice contaminate sau prin transfuzii de sânge.

Transmiterea poate fi, de asemenea, indirectă, prin intermediul unui organism viu, fie un vector (de exemplu, un țânțar sau o muscă), fie o gazdă intermediară (de exemplu, o tenie la porci care poate fi transmisă la oameni prin consumul de carne de porc insuficient gătită). Transmiterea indirectă este frecvent asociată cu zoonoze (boli transmise de la animale la oameni, precum rabia sau gripa aviară) sau cu agenți patogeni de dimensiuni mai mari, precum macroparaziții (cum ar fi limbricii sau teniile), care au cicluri de viață complexe.
Transmiterea poate fi autotonă (între două persoane aflate în aceeași zonă geografică) sau poate implica deplasarea microorganismului ori a gazdelor infectate.
Organizația Mondială a Sănătății a adoptat în 2024 o terminologie standardizată referitoare la modurile de transmitere ale agenților patogeni respiratori, aliniindu-se la principiile fizicii particulelor pentru a reduce ambiguitatea și a facilita coordonarea în politicile globale de sănătate publică. Acești termeni includ: transmitere aerogenă, inhalare, depunere directă și contact. Cu toate acestea, acești termeni nu au fost încă implementați în politici, inclusiv în strategiile de control al infecțiilor, în acordurile pandemice sau în Regulamentul Sanitar Internațional actualizat.

## Definiție și termeni aferenți
Un agent patogen al unei boli infecțioase poate fi transmis în două moduri: prin transmitere orizontală, de la un individ la altul din aceeași generație (persoane din aceeași grupă de vârstă), prin contact direct (prin lingere, atingere sau mușcătură) sau indirect, prin aerosoli sau picături respiratorii – produse prin tuse sau strănut – sau prin intermediul vectorilor sau fomitilor (care facilitează transmiterea agentului patogen fără contact fizic direct). Transmiterea poate avea loc și pe cale verticală, când agentul patogen este transmis de la părinte la descendenți, în special în perioada prenatală sau perinatală.
Termenul infectivitate se referă la capacitatea unui microorganism de a pătrunde, supraviețui și de a se înmulți în organismul gazdă, în timp ce contagiozitatea unui agent patogen descrie ușurința cu care acesta se transmite de la o gazdă la alta, în special în cazul transmiterii interumane. Transmiterea agenților patogeni poate avea loc prin contact direct, consumul de alimente sau apă contaminate, expunerea la fluide biologice (precum sânge, salivă, secreții respiratorii sau alte lichide corporale), contact cu obiecte contaminate, inhalarea de aerosoli sau prin vectori biologici, cum ar fi țânțarii, căpușele sau puricii.
Transmisibilitatea reprezintă probabilitatea de transmitere a unei infecții în urma unui contact între o gazdă infectată și o persoană susceptibilă.
Transmiterea comunitară se referă la situațiile în care sursa infecției nu este cunoscută sau nu poate fi stabilită o legătură epidemiologică clară între pacienți și alte persoane. Acest termen reflectă dificultatea în stabilirea traseului epidemiologic al bolii în comunitate, dincolo de cazurile confirmate.
Transmiterea locală înseamnă că sursa infecției a fost identificată în zona geografică de raportare (de exemplu, într-o țară, regiune sau oraș).

## Căile de transmitere
Calea de transmitere este importantă pentru epidemiologi, deoarece tiparele de contact variază între diferite populații și grupuri de populații, în funcție de caracteristici socio-economice, culturale și alți factori. De exemplu, igiena personală și alimentară precară din cauza lipsei unei surse de apă potabilă poate duce la o transmitere crescută a bolilor pe cale fecal-orală, precum holera. Diferențele în incidența acestor boli între diverse grupuri pot, de asemenea, oferi indicii despre căile de transmitere ale bolii. De exemplu, dacă se observă că poliomielita este mai frecventă în orașele din țările cu infrastructură sanitară precară, comparativ cu orașele cu infrastructură sanitară corespunzătoare, se poate formula ipoteza că poliomielita se răspândește pe cale fecal-orală. Două căi principale de transmitere aerogenă sunt considerate: infecțiile transmise prin aerosoli și infecțiile prin picături respiratorii.

### Infecții transmise prin aerosoli
Transmiterea prin aerosoli se referă la agenții patogeni care se răspândesc prin nuclei de picături (reziduuri din picături evaporate) ce conțin microorganisme infecțioase. Aceste organisme pot supraviețui în afara gazdei și pot rămâne suspendate în aer pentru perioade îndelungate, uneori ore întregi, crescând riscul de expunere pe distanțe mai mari, chiar și peste 2 metri. Ele pot infecta alte persoane prin inhalare, afectând tractul respirator superior și inferior. Dimensiunea particulelor responsabile de infecțiile transmise prin aerosoli este de obicei mai mică de 5 μm.
Această formă de transmitere necesită măsuri stricte de izolare, cum ar fi sisteme de ventilație separate, utilizarea filtrelor HEPA sau camere cu presiune negativă, pentru a preveni contaminarea aerului. Radiațiile UV germicide pot fi, de asemenea, utilizate în unele unități sanitare pentru a reduce încărcătura virală din aer. În plus, anumite virusuri pot rămâne viabile în aerosoli timp de câteva ore, sporind riscul de expunere. Exemple de boli transmise prin aerosoli includ tuberculoza, varicela și rujeola.

### Infecții prin picături respiratorii

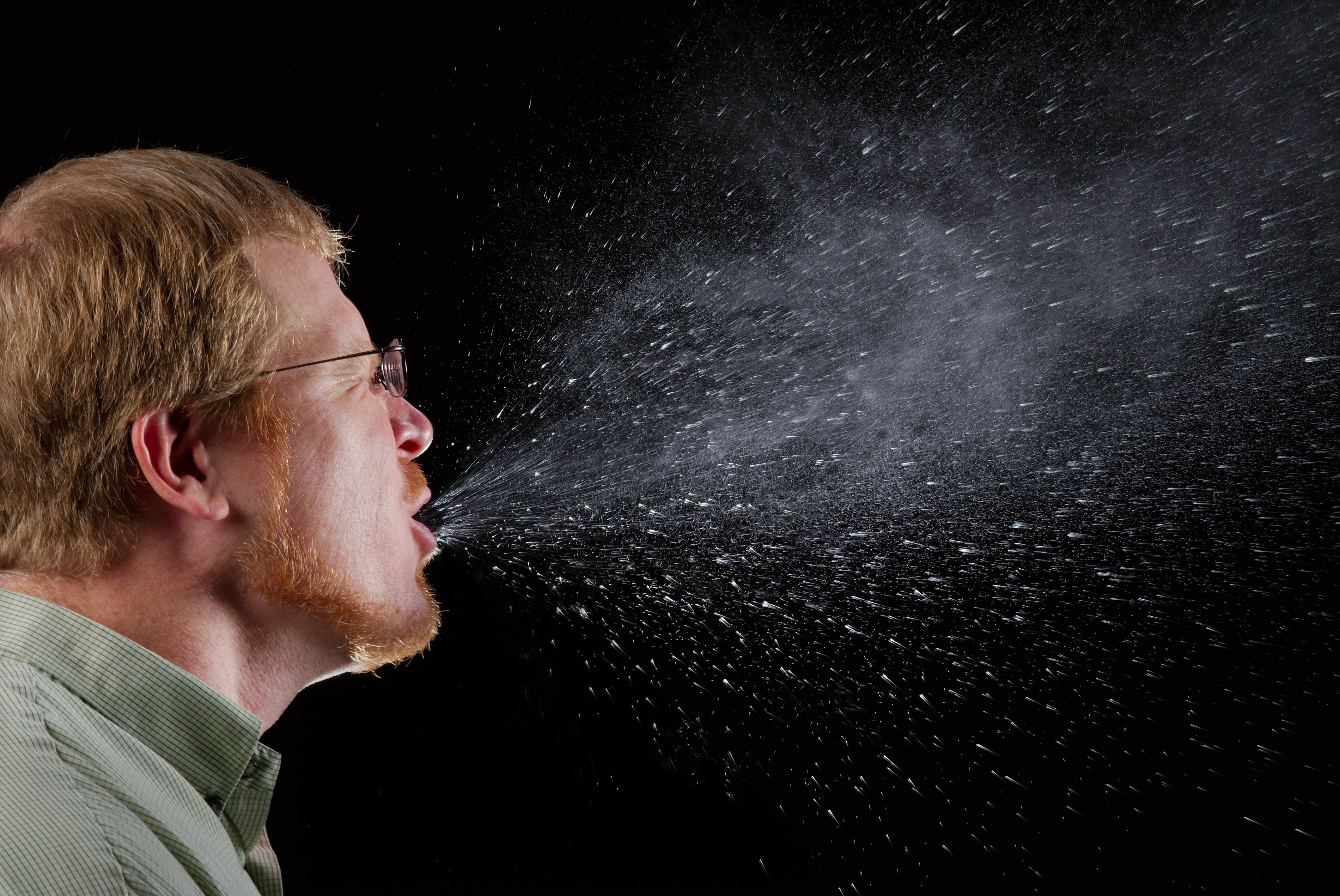
Picăturile respiratorii se eliberează în timpul vorbirii, tusei sau strănutului.

Transmiterea prin picături respiratorii are loc prin particule mai mari de 5 μm, generate prin tuse, strănut sau vorbire. Picăturile respiratorii pot infecta alte persoane atunci când ajung pe mucoasele ochilor, nasului sau gurii. Spre deosebire de aerosoli, picăturile respiratorii nu rămân suspendate în aer pentru perioade lungi și sunt de obicei dispersate pe distanțe scurte, în general până la 1-2 metri.
Transmiterea indirectă poate apărea și prin contactul cu suprafețe contaminate, urmat de atingerea feței. De asemenea, unele virusuri, precum SARS-CoV-2, pot fi transmise de persoane asimptomatice sau pre-simptomatice, ceea ce face controlul transmiterii mai dificil. În cazul unor virusuri, supraviețuirea pe suprafețe poate varia de la câteva ore până la câteva zile, în funcție de tipul suprafeței și condițiile de mediu.
Agenții patogeni transmiși prin picături respiratorii includ virusuri respiratorii virusul gripal, virusul paragripal, adenovirusurile, rinovirusurile, virusul sincițial respirator, metapneumovirusul uman, Bordetella pertussis, pneumococii, Streptococcus pyogenes, Corynebacterium diphtheriae (care provoacă difteria), virusul rubeolei și coronavirusurile. Răspândirea picăturilor respiratorii de la o persoană infectată poate fi redusă prin utilizarea unei măști chirurgicale sau a măștilor de protecție cu filtru, precum FFP2 sau FFP3.
Pentru a reduce riscul de transmitere a infecțiilor respiratorii, este esențială purtarea măștilor în medii aglomerate sau în spații închise cu ventilație slabă. Igiena mâinilor, prin spălare frecventă cu apă și săpun sau utilizarea dezinfectanților pe bază de alcool, contribuie la prevenirea transmiterii indirecte. Distanțarea fizică de cel puțin 1-2 metri în locurile publice ajută la reducerea expunerii la picături respiratorii, în timp ce ventilarea adecvată a încăperilor, fie prin deschiderea ferestrelor, fie prin utilizarea sistemelor de ventilație eficiente, diminuează concentrația de aerosoli. Curățarea și dezinfectarea regulată a suprafețelor frecvent atinse, cum ar fi mânerele ușilor, întrerupătoarele și mesele, reprezintă o altă măsură importantă de prevenire a transmiterii.
Aplicarea consecventă a acestor măsuri contribuie semnificativ la reducerea transmiterii infecțiilor.

### Contact direct
Contactul direct are loc prin contact tegumentar, sărut sau contact sexual. De asemenea, expunerea la sol sau vegetație care adăpostesc agenți patogeni infecțioși reprezintă o formă de contact direct. Deși transmiterea fecal-orală este, în general, considerată o cale indirectă, în anumite circumstanțe, contactul direct cu materii fecale poate duce la transmiterea agenților patogeni, mai ales în condiții de igienă deficitară.
Bolile transmise prin contact direct sunt denumite contagioase. Este important de menționat că contagios nu este sinonim cu infecțios; deși toate bolile contagioase sunt infecțioase, nu toate bolile infecțioase sunt contagioase. Aceste boli pot fi, de asemenea, transmise prin utilizarea în comun a unor obiecte personale, cum ar fi prosoape (mai ales dacă sunt folosite energic pe piele) sau articole de îmbrăcăminte aflate în contact direct cu tegumentul, cum ar fi șosetele, dacă nu sunt igienizate corespunzător între utilizări. Din acest motiv, bolile contagioase sunt frecvente în colectivități, precum școlile, unde prosoapele sunt împărțite, iar hainele pot fi schimbate accidental în vestiare.
Exemple de boli transmise prin contact direct includ tinea pedis (piciorul atletului), impetigo, sifilisul, verucile cutanate și conjunctivita.
Exemple de boli transmise prin contact direct includ tinea pedis (piciorul atletului), impetigo, sifilisul, verucile cutanate și conjunctivita.

#### Contact sexual
Contactul sexual este o cale comună de transmitere a infecțiilor, acestea putând fi transmise prin sex vaginal, anal și, mai rar, prin contact oral-genital. În cazuri izolate, infecțiile pot fi transmise și prin sex manual. Agenții patogeni se pot transmite fie prin contact direct între tegumente sau mucoase în timpul actului sexual (calea predominantă pentru infecțiile bacteriene și cele care provoacă leziuni cutanate), fie prin secreții biologice, precum material seminal sau secreții vaginale, care conțin agenți patogeni și pătrund în circulația sanguină prin microleziuni ale penisului, vaginului sau rectului.
Sexul anal prezintă un risc mai mare de transmitere a infecțiilor din cauza sensibilității mucoasei rectale, care este mai susceptibilă la fisuri comparativ cu vaginul, acesta având o elasticitate mai mare. Cuplurile sero-discordante (în care unul dintre parteneri este HIV pozitiv, iar celălalt negativ) pot reduce riscul de transmitere prin utilizarea profilaxiei pre-expunere (PrEP) sau prin tratament antiretroviral eficient, care poate reduce încărcătura virală până la niveluri nedetectabile.
Infecțiile transmise prin contact sexual includ HIV/SIDA, chlamydia, verucile genitale (HPV), gonoreea, hepatita B, sifilisul, herpesul genital și trichomoniaza. Condiloamele genitale sunt o manifestare frecventă a infecției cu HPV, iar transmiterea poate avea loc chiar și în absența simptomelor, din cauza perioadei de incubație variabile a virusului.

#### Sex oral
În cazul contactului oral-genital, transmiterea unor infecții cu transmitere sexuală, precum HIV și hepatita B, este mai puțin frecventă. Cu toate acestea, agenții patogeni pot fi transmiși între organele genitale și cavitatea bucală, în special în prezența sângerărilor gingivale, leziunilor orale, ulcerelor sau altor afecțiuni inflamatorii preexistente. HIV poate fi transmis prin sex oral, în special atunci când există astfel de leziuni mucoase sau o altă infecție cu transmitere sexuală care compromite integritatea țesuturilor.
Sexul oral a contribuit, de asemenea, la creșterea incidenței infecțiilor cu virusul herpes simplex tip 1 (HSV-1), care provoacă de obicei leziuni la nivel oral, dar poate determina și infecții genitale. În mod similar, virusul herpes simplex tip 2 (HSV-2), asociat în principal cu infecțiile genitale, poate provoca infecții orale.

#### Sex manual
Transmiterea infecțiilor prin sex manual este rară, dar nu imposibilă. Agenții patogeni precum HPV, chlamydia și sifilisul pot fi transmiși în acest mod, în special prin contactul cu leziuni deschise sau secreții infectate.

#### Transmitere orală
Infecțiile transmise pe cale orală pot fi contractate prin contact direct, cum ar fi sărutul, sau prin contact indirect prin obiecte personale contaminate, de exemplu, folosirea în comun a unor pahare, tacâmuri sau țigări. Infecțiile transmise prin sărut sau prin alte forme de contact oral includ toate infecțiile răspândite prin picături respiratorii, precum și infecțiile cauzate de virusurile herpetice.
Exemple relevante includ infecțiile cu citomegalovirus (CMV), virusul herpes simplex (în special HSV-1) și mononucleoza infecțioasă, cauzată de virusul Epstein-Barr (EBV). Citomegalovirusul, un membru al familiei Herpesviridae, este deosebit de periculos pentru persoanele imunocompromise, inclusiv pacienții cu HIV/SIDA și cei care au suferit un transplant de organe. În plus, aceste virusuri pot persista în organism și pot fi transmise chiar și în absența simptomelor evidente.
Această persistență virală și capacitatea de reactivare a virusurilor herpetice subliniază importanța măsurilor de prevenire, în special în cazul persoanelor cu risc crescut de complicații.

#### Transmiterea de la mamă la copil

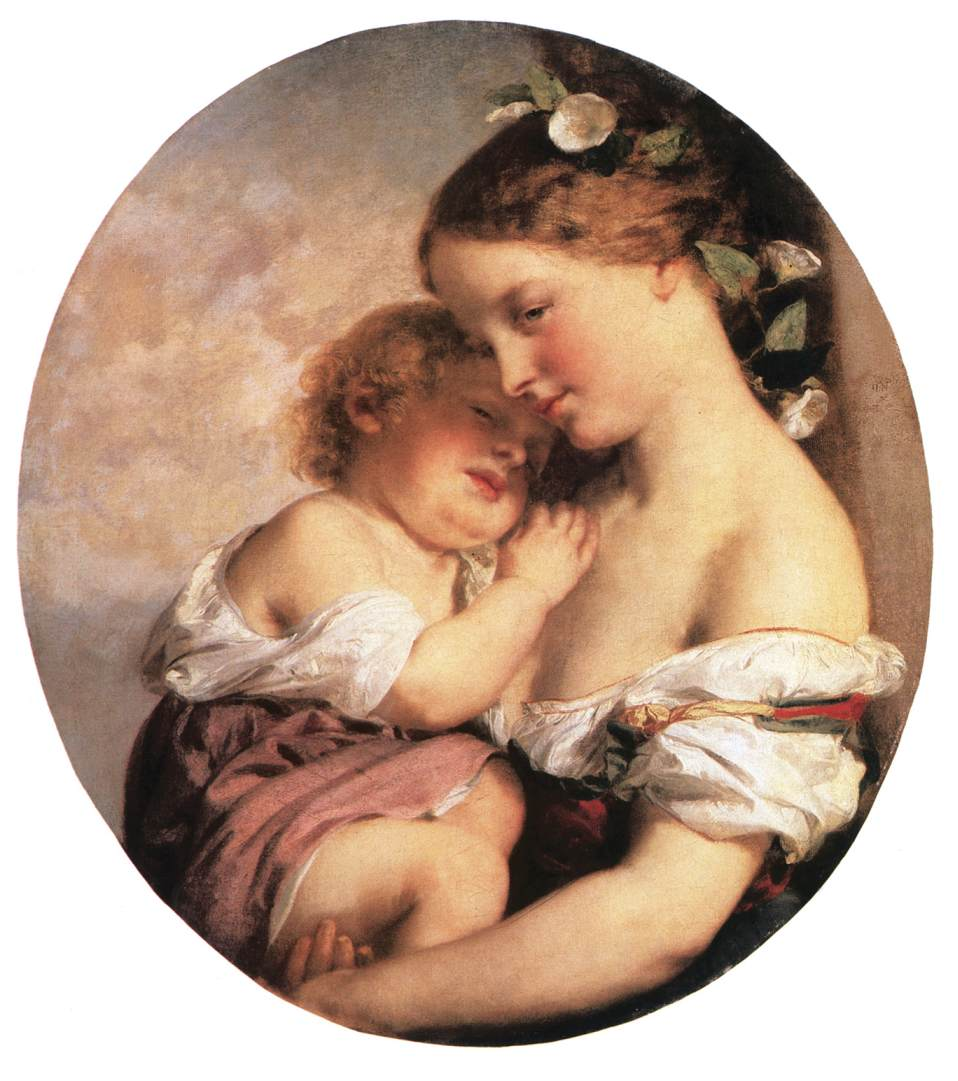
Brocky, Karoly – Mamă cu copil (1846–1850)

Transmiterea de la mamă la copil (mai rar de la tată la copil) poate avea loc în perioada intrauterină, în timpul nașterii (cunoscută și ca infecție perinatală) sau prin contact fizic postnatal între părinți și copil, ceea ce poate duce la apariția unei infecții congenitale. La mamifere, inclusiv la oameni, această transmitere se poate realiza și prin laptele matern, fenomen denumit transmitere transmamară. Bolile infecțioase transmise pe această cale includ HIV, hepatita B și sifilisul. De asemenea, infecțiile congenitale, precum toxoplasmoza (provocată de Toxoplasma gondii) și infecția cu cytomegalovirus (CMV), sunt exemple frecvente de transmitere verticală. În plus, anumite microorganisme mutualiste, esențiale pentru sănătatea gazdei, sunt transmise vertical de la mamă la copil.

#### Transmiterea iatrogenă
Transmiterea iatrogenă se referă la transmiterea agenților patogeni în timpul procedurilor medicale. Aceasta poate surveni în urma contaminării plăgilor, utilizării de echipamente medicale nesterilizate, administrării de injecții sau efectuării de transplanturi cu țesuturi sau organe infectate. În regiunile cu resurse medicale limitate, transfuziile de sânge contaminat sau reutilizarea acelor și seringilor cresc semnificativ riscul de transmitere. De asemenea, echipamentele medicale reutilizabile, precum endoscoapele și aparatele de dializă, pot reprezenta surse de infecție dacă nu sunt sterilizate corespunzător. Bolile precum boala Creutzfeldt–Jakob, HIV și hepatita B pot fi transmise iatrogen. Respectarea strictă a protocoalelor de sterilizare, utilizarea echipamentelor de unică folosință și testarea riguroasă a produselor biologice sunt esențiale pentru prevenirea transmiterii prin această cale.

#### Partajarea acelor
Partajarea acelor este o practică riscantă, frecvent întâlnită în rândul utilizatorilor de droguri intravenoase, care implică folosirea aceleiași seringi sau a aceluiași ac de către mai multe persoane pentru administrarea de substanțe precum heroină, steroizi sau hormoni. Această practică facilitează transmiterea bolilor infecțioase cu transmitere sanguină, cum ar fi hepatita C (HCV) și HIV. În plus, partajarea acelor crește riscul de infecții bacteriene severe, inclusiv infecții cu Staphylococcus aureus și endocardita infecțioasă. Programele de reducere a riscurilor, precum centrele de schimb de ace, clinicile de consum supravegheat și serviciile de consiliere, joacă un rol esențial în limitarea răspândirii acestor infecții.

### Contact indirect
Transmiterea prin contact indirect, cunoscută și sub denumirea de transmitere vehiculată, implică răspândirea agenților patogeni prin contaminarea obiectelor neînsuflețite. Vehiculele implicate în această formă de transmitere pot include alimente, apă, produse biologice (cum ar fi sângele sau plasma) și fomitele — obiecte contaminate precum batiste, lenjerie de pat sau instrumente medicale, de exemplu bisturiele chirurgicale.
Vehiculele pot transporta pasiv agenți patogeni, cum este cazul apei sau alimentelor contaminate cu virusul hepatitei A. În alte cazuri, acestea pot oferi un mediu favorabil pentru multiplicarea microorganismelor sau pentru producerea de toxine. Spre exemplu, alimentele conservate în condiții improprii pot permite dezvoltarea Clostridium botulinum⁠(d), producătorul toxinei botulinice, care provoacă botulism.
De asemenea, virusuri precum Norovirus și Rotavirus sunt transmise frecvent prin contact indirect, în special prin suprafețe contaminate în medii aglomerate, cum ar fi spitalele, școlile sau centrele de îngrijire. În unitățile medicale, Clostridium difficile este un exemplu bine-cunoscut de bacterie transmisă prin contact indirect, adesea pe mâinile personalului medical sau pe suprafețele contaminate. Aceste virusuri și bacterii pot supraviețui pe obiecte pentru perioade îndelungate, facilitând astfel transmiterea ulterioară. Igiena riguroasă a mâinilor, dezinfectarea suprafețelor și respectarea strictă a normelor de siguranță alimentară sunt măsuri esențiale pentru prevenirea transmiterii indirecte a agenților patogeni.

### Transmitere prin intermediul altor organisme
Un vector este un organism care nu provoacă boala în sine, dar transmite agenți patogeni de la o gazdă la alta.
Vectorii pot fi mecanici sau biologici. Un vector mecanic preia un agent infecțios pe exteriorul corpului și îl transmite într-un mod pasiv. Un exemplu este musca de casă, care se așază pe fecale de bovine, contaminându-și apendicele cu bacterii, și apoi se așază pe alimente ce urmează a fi consumate. Agentul patogen nu pătrunde în corpul muștei. În schimb, vectorii biologici adăpostesc agenți patogeni în interiorul corpului și îi transmit activ la gazde noi, de obicei prin înțepătură sau mușcătură. În numeroase cazuri, agentul patogen își continuă dezvoltarea sau suferă transformări esențiale în interiorul vectorului – cum este cazul parazitului Plasmodium în țânțarul Anopheles.
Vectorii biologici sunt adesea responsabili de boli grave transmise prin sânge, precum malaria, encefalita virală, boala Chagas, boala Lyme și tripanosomiaza africană (boala somnului). Aceștia sunt, în mod obișnuit (deși nu exclusiv), artropode, cum ar fi țânțarii, căpușele, puricii și păduchii. Vectorii sunt deseori indispensabili în ciclul de viață al agentului patogen. O strategie comună de control al bolilor infecțioase transmise prin vectori este întreruperea ciclului de viață al patogenului prin eliminarea vectorului.

### Transmitere fecal–orală

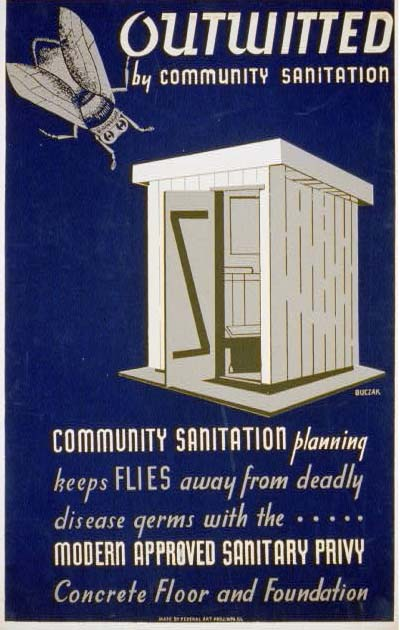
Afiș din 1940 realizat de Administrația pentru Progresul Muncii (WPA) din SUA, care încurajează utilizarea latrinelor moderne și igienizate

În calea fecal–orală, agenții patogeni din materiile fecale sunt transmiși de la o persoană la gura altei persoane. Deși este adesea descrisă ca o cale de transmitere, în realitate aceasta specifică portalurile de intrare și ieșire ale agentului patogen și poate opera prin mai multe dintre celelalte rute.
Transmiterea fecal–orală este considerată în primul rând o cale de contact indirect, prin alimente sau apă contaminate. Totuși, poate avea loc și prin contact direct cu materiile fecale sau cu părți ale corpului contaminate, cum ar fi în timpul sexului anal. De asemenea, este posibilă și transmiterea prin aerosoli contaminați proveniți din toalete, mai ales în spații închise sau unități medicale, unde pacienții pot fi imunocompromiși.
Principalele cauze ale transmiterii bolilor fecal–orale sunt lipsa de salubrizare adecvată și practici deficitare de igienă – inclusiv nespălarea mâinilor după utilizarea toaletei și înainte de manipularea alimentelor sau îngrijirea pacienților. Transmiterea poate avea loc și prin alimente sau apă contaminate atunci când excrementele umane sau apele uzate netratate poluează sursele de apă potabilă (subterană sau de suprafață). Această situație este deosebit de riscantă în cartierele urbane aglomerate din țările în curs de dezvoltare, dar poate apărea și în țările dezvoltate în cazul unor defecțiuni ale sistemelor de canalizare.
O problemă suplimentară în unele regiuni este defecația în aer liber, care contribuie la transmiterea bolilor prin această cale. Chiar și în medii dezvoltate, există riscuri periodice legate de contaminarea sistemelor de apă potabilă.
Transmiterea fecal–orală este tipică pentru agenți infecțioși precum Vibrio cholerae (holeră), virusul hepatitei A, poliovirusul, rotavirusurile, Salmonella spp., precum și diverși paraziți intestinali (de exemplu, Ascaris lumbricoides). Un alt exemplu frecvent în spații închise, cum ar fi vase de croazieră sau școli, este norovirusul, un agent extrem de contagios care provoacă gastroenterită acută.

## Monitorizarea transmiterii
Urmărirea transmiterii bolilor infecțioase poartă denumirea de supraveghere epidemiologică. Această activitate revine, în mod tradițional, agențiilor de sănătate publică la nivel internațional, național sau local, care se bazează pe raportările făcute de cadrele medicale și de laboratoarele de microbiologie în privința cazurilor de boli transmisibile cu declarare obligatorie – adică acele boli a căror raportare este impusă prin reglementări din cauza riscului crescut de răspândire în rândul populației. Analiza datelor agregate astfel obținute permite identificarea tendințelor, evaluarea riscurilor și fundamentarea măsurilor de intervenție, constituind elementul central al epidemiologiei descriptive și analitice.
În cazul bolilor care nu sunt supuse obligativității notificării, informațiile trebuie colectate prin studii epidemiologice dedicate sau pot fi extrase din surse alternative, precum datele furnizate de companiile de asigurări de sănătate, volumele de vânzări de antimicrobiene ori alte baze de date relevante. Pentru infecțiile dobândite în instituții închise – cum ar fi spitale, unități de detenție, centre de îngrijire pentru vârstnici, internate, centre de plasament ori tabere de refugiați – se apelează la specialiști în controlul infecțiilor, care analizează dosarele medicale și alte surse clinice în cadrul programelor de epidemiologie spitalicească, în vederea identificării și limitării transmiterii agenților patogeni.
Metodele tradiționale de supraveghere sunt adesea lente, consumatoare de timp și resurse. Din acest motiv, au fost dezvoltate metode indirecte (proxy) de estimare a nivelului de transmitere. În cazul gripei, de exemplu, se utilizează supravegherea sindromică, care presupune monitorizarea cazurilor de sindrom pseudogripal înregistrate de rețele de medici sentinela selectați strategic în teritoriu. Aceste date pot semnala începutul unui focar chiar înainte de confirmarea etiologică prin teste de laborator. În paralel, au fost dezvoltate instrumente informatice care detectează tipare în activitatea de căutare pe internet; s-a constatat că frecvența căutărilor legate de gripă crește odată cu incidența reală a bolii. Analiza distribuției spațio-temporale a acestor interogări online a permis, în anumite cazuri, estimarea răspândirii unor infecții precum gripa sau febra denga, însă acuratețea acestor metode este influențată de factori culturali, sezonieri și de gradul de mediatizare, ceea ce le impune limitări semnificative.
Simulările computaționale ale transmiterii bolilor infecțioase sunt din ce în ce mai frecvent utilizate pentru a modela scenarii epidemiologice și pentru a evalua eficiența măsurilor de control. Agregarea populației – determinată de evenimente precum începutul anului școlar, încorporarea în armată sau pelerinajele religioase de amploare, precum Hajj – poate favoriza apariția și extinderea focarelor de boală. În ultimii ani, datele anonimizate de localizare obținute de la telefoanele mobile au permis urmărirea deplasărilor populației cu un grad suficient de acuratețe pentru a prezice transmiterea unor boli precum rubeola. Aceste metode oferă o perspectivă aproape în timp real asupra dinamicii populației și contribuie la înțelegerea mecanismelor de diseminare a agenților patogeni. Totuși, ele ridică și preocupări etice legate de confidențialitatea datelor cu caracter personal, chiar dacă sunt prelucrate în formă agregată și anonimizată.

## Relația dintre virulență și supraviețuire
Pentru a-și asigura supraviețuirea, agenții patogeni trebuie să dispună de mecanisme eficiente de transmitere între gazde. Majoritatea agenților infecțioși sunt specializați pentru o anumită cale de transmitere. De exemplu, dintr-o perspectivă evolutivă, virusurile sau bacteriile care induc simptome precum tusea ori strănutul beneficiază de un avantaj de supraviețuire: aceste manifestări favorizează expulzarea particulelor infecțioase și răspândirea lor către alte gazde. Aceeași logică explică și motivul pentru care numeroși agenți patogeni determină diaree severă – un mecanism eficient de diseminare în mediul înconjurător.
Relația dintre virulență (capacitatea agentului patogen de a provoca forme severe de boală) și transmisibilitate (capacitatea de a se răspândi între gazde) este una complexă și are implicații profunde pentru evoluția agentului patogen. Atunci când un microorganism nou pătrunde într-o specie-gazdă, lipsa unei co-evoluții îl poate face deosebit de agresiv. Primele valuri de infecție produse de astfel de agenți – cum s-a observat în cazul gripei pandemice sau al coronavirusurilor emergente – tind să fie mai severe, cu rate mai ridicate de mortalitate. Dacă boala este prea rapid letală, gazda poate muri înainte de a transmite infecția, ceea ce limitează capacitatea agentului de a se propaga.
Totuși, dacă virulența este corelată cu transmisibilitatea – adică simptomele severe sporesc și șansele de răspândire – avantajul pe termen scurt poate depăși costul pierderii gazdei. Este cazul unor boli precum holera, unde diareea masivă contribuie la contaminarea apei potabile și favorizează infectarea altor persoane, sau al infecțiilor respiratorii, unde tusea și strănutul generează aerosoli infecțioși. Astfel de mecanisme evidențiază dinamica delicată dintre severitatea bolii și succesul transmisiei.
În general, agenții patogeni care reușesc să atingă un echilibru între virulență și transmisibilitate tind să se mențină în circulație mai mult timp. Agenții extrem de letali, precum virusul Ebola în formele sale neadaptate, limitează răspândirea tocmai prin rapiditatea cu care distrug gazda. În schimb, agenți ca SARS-CoV-2, în special variantele ulterioare, au evoluat spre o formă cu transmisibilitate crescută și virulență relativ moderată, permițând o diseminare largă la nivel global.
Reducerea transmisibilității oricărei infecții generează externalități pozitive – beneficii sociale care nu sunt reflectate direct în costurile individuale. Acest principiu este recunoscut în mod implicit prin politici publice precum vaccinarea gratuită sau subvenționată. Un exemplu este imunitatea colectivă, care protejează inclusiv persoanele vulnerabile sau care nu pot fi vaccinate, prin scăderea circulației agenților patogeni în populație.

## Microorganisme benefice
Modul de transmitere reprezintă un aspect esențial al biologiei simbionților microbieni benefici, precum dinoflagelatele asociate coralilor sau microbiota umană. Organismele pot forma relații simbiotice cu microbi dobândiți de la părinți, din mediul înconjurător sau de la indivizi neînrudiți, iar uneori printr-o combinație între aceste surse.

### Transmiterea verticală
Transmiterea verticală desemnează transferul simbionților de la părinți, de obicei de la mamă, către descendenți. Aceasta poate avea loc pe cale intracelulară, cum este transmiterea transovarială observată la unele insecte, sau extracelulară, prin contact postnatal între mamă și copil. În context medical, această formă de transmitere include transferul prenatal, de exemplu transplacentar (ca în infecția congenitală cu rubeolă sau HIV), transmiterea perinatală în timpul nașterii (cum este cazul cu streptococul de grup B) și transmiterea postnatală, prin alăptare sau contact apropiat, ceea ce contribuie la colonizarea inițială a microbiotei intestinale și cutanate.
Transmiterea verticală, fie ea intracelulară sau extracelulară, poate fi considerată o formă de moștenire non-genetică, adică un efect parental. Se estimează că majoritatea organismelor experimentează cel puțin o formă de transmitere verticală a simbionților. Un exemplu clasic îl constituie simbiontul nutrițional Buchnera la afide, transmis intracelular prin ouă, iar în cazul oamenilor, componente ale microbiotei sunt dobândite în timpul nașterii prin canalul vaginal și ulterior prin alăptare, contribuind la dezvoltarea sistemului imun al nou-născutului.

### Transmiterea orizontală
Anumiți simbionți benefici sunt dobândiți orizontal, adică din mediul înconjurător sau de la indivizi neînrudiți. Acest tip de transmitere presupune existența unor mecanisme prin care gazda și simbiontul se pot recunoaște reciproc, fie direct, fie prin intermediul unor produse metabolice. În multe cazuri, simbionții obținuți orizontal contribuie la funcții ale metabolismului secundar, precum apărarea împotriva agenților patogeni. Cu toate acestea, există și simbionți nutriționali esențiali care sunt dobândiți din mediu, fără o legătură ereditară cu părintele.
Mecanismele de recunoaștere între gazdă și simbiont implică frecvent interacțiuni moleculare complexe, cum ar fi cele dintre glicoproteine sau semnale chimice specifice. Printre exemplele relevante se numără bacteriile bioluminiscente asociate calmariilor Euprymna scolopes, care contribuie la camuflajul animalului, sau bacteriile fixatoare de azot prezente în nodulii rădăcinilor plantelor leguminoase, esențiale pentru fertilitatea solului.

### Transmiterea mixtă
Numeroși simbionți microbieni, inclusiv o parte importantă a microbiotei umane, pot fi transmiși atât vertical, cât și orizontal. Această transmitere mixtă oferă o flexibilitate ecologică deosebită simbionților, permițându-le să colonizeze descendenții gazdei atunci când densitatea populației este scăzută, dar și să infecteze gazde suplimentare atunci când există o diversitate mare de potențiali purtători. În același timp, transmiterea mixtă reduce previzibilitatea relației dintre gazdă și simbiont, întrucât succesul evolutiv al microorganismului nu mai este întotdeauna corelat cu starea de sănătate sau supraviețuirea gazdei.
Din punct de vedere evolutiv, transmiterea mixtă poate favoriza tranziții între mutualism, comensalism și parazitism, în funcție de contextul ecologic. În practică, înțelegerea acestor mecanisme este esențială pentru dezvoltarea de noi abordări terapeutice, cum ar fi tratamentele bazate pe microbiotă, administrarea de probiotice sau transplanturile de microbiotă fecală, cu aplicații directe în prevenirea disbiozei, în reglarea sistemului imunitar și în combaterea infecțiilor rezistente la antibiotice.